# (6941) Dalgarno
(6941) Dalgarno est un astéroïde de la ceinture principale.

## Description
(6941) Dalgarno est un astéroïde de la ceinture principale. Il fut découvert le 16 décembre 1976 à Harvard par l'observatoire de l'université Harvard. Il présente une orbite caractérisée par un demi-grand axe de 2,78 UA, une excentricité de 0,19 et une inclinaison de 15,4° par rapport à l'écliptique.

## Compléments